# Oreodytes snoqualmie
Oreodytes snoqualmie is een keversoort uit de familie waterroofkevers (Dytiscidae). De wetenschappelijke naam van de soort is voor het eerst geldig gepubliceerd in 1933 door Hatch.